# SUNDAYS
SUNDAYS（サンデイズ）は、2007年に結成された日本のロックバンド。
毎日が日曜日！という、割とのんびりとした思想を持つ。

## メンバー
ふーちゃん
ボーカル。1月28日生まれ。作詞中心だが、時には作曲も行う。
直情的なライブパフォーマンスとハスキーボイスが特徴で甲本ヒロトから強い影響を受けており、これは七歳年上の兄が聴いていた音楽の影響である。好きな色は赤で、大きな口に真っ赤なリップがトレードマーク。趣味は落書きのようなイラストを描くこと。バンドのフライヤー・グッズにも自身のイラストを使用することもある。動物好きで猫を飼っていた。愛猫の名は、のんちゃん。歌詞にも登場するほど愛でていたが2014年に死去。
ボイストレーニングはうつみようこに師事しており、SUNDAYS以外の活動では「小林冬実BAND」名義でフーバーオーバーのGt.遠藤ナオキとカバーオムニバスCDに参加、自身の思い入れの強いリンダリンダや、氣志團のone night carnivalをカバーした。母親は料理研究家だが自身は一切料理はできないと断言している。
宮田誠（みやた　まこと）
ギター。1月27日生まれ。バンドのリーダーであり、多くの楽曲の作詞作曲を手掛ける。主な使用機材は「ギブソン・ES-335」、「フェンダー・ストラトキャスター」。趣味は読書と映画鑑賞で、太宰治や宮本輝、重松清を愛読。スタンリー・キューブリック作品の映画を好むが、本当に一番好きなのはロッキー。漫画家の宮田淳一を父に持つ。
彼自身の失恋経験が如実に現れた楽曲“宮田誠のブルース”がライブではお馴染み。
aki（あき）
ベース。10月8日生まれ。使用機材は「G＆LL-2000」性別不明の謎多き人物。幼少期にピアノや吹奏楽、鼓笛隊など、音楽に触れる。学生時代には田中丸善威、プリンセスプリンセスの渡辺敦子、JUDY AND MARYの恩田快人らに師事する。
。小柄な体格ながらベースをマシンガンのように操る。
渡辺和己（わたなべ　かづき）
ドラム。1月20日生まれ。SUNDAYSのお父さん的存在。ダイナミックな演奏スタイルとニコニコ笑顔が特徴。野球好きで埼玉西武ライオンズの大ファン。THEラブ人間のVo.金田康平とは大学の同級生、KEYTALKのDr.八木優樹は西武台高校の軽音楽部の後輩である。フジテレビNEXTFACTORYに出演時、恰幅がよかったので司会の日高央から「ドラムらしい（体型である）」と評された。ライブ時のメンバー紹介ではVo.ふーちゃんに『おすもうさん』や『沖縄人』などと紹介される事もしばしば。

## 概要
2013年ソニー傘下のインディーズレーベルU-PROJECTよりデビュー。
このデビューミニアルバム「終わらない旅」はプロデューサーに高橋優やクリープハイプを手がけている浅田信一を迎え、録音された。宮田誠の作るキャッチーなメロディーを、女性ながらパワフルな声・パフォーマンスのふーちゃんが歌う。詞はふーちゃんと宮田によって書かれている。生活の中で誰しもが抱える葛藤や喜びをロックンロールに乗せるスタイルが主である。
2013年1月よりフジテレビ系列めちゃ×2イケてるッ!のエンディングテーマとして『Bigになりたい』が採用された。同年4月から3か月連続自主企画「俄然ブチアゲSUNDAYS！！！」をShibuya O-WESTにて開催。4月10日の「俄然ブチアゲSUNDAYS！！！〜衝動〜」では嘘つきバービー、QUATTRO、5月8日の「俄然ブチアゲSUNDAYS！！！〜創造〜」ではチャラン・ポ・ランタン、HAPPY BIRTHDAY、6月5日の「俄然ブチアゲSUNDAYS！！！〜破壊〜」でThe spoonie、ストライク、ししとうをスペシャルアクトとして開催し、3か月連続企画の幕を閉じた。同年7月12日には下北沢CLUB Queにてワンマンライブ「下北沢でもBigになりたい！毎日が日曜日革命！」を開催した。
2014年3月2日には渋谷TSUTAYA O-WESTにてワンマンライブ「無謀！SUNDAYSのTSUTAYA O-WESTワンマンライブ〜まじパネェ〜」を開催。動員300人の大成功におさめる。同年5月7日にはミニアルバム「普通の人間」でDEFSTAR RECORDSよりメジャー・デビュー。
2014年12月12日新宿Marbleにおいて行われるワンマンライブを持ってBa.三上がバンドを脱退することが発表された。

## 略歴
2007年
- 3月、前身バンドが大人の事情で解散。途方に暮れていたVo.ふーちゃん、Gt.宮田で弾き語りユニットを組み、吉祥寺・池袋・新宿でストリートライブを中心に活動を始める。まずは路上で1000人集められるようになるまでバンドを組まない！と宮田誠が決意する。
- 8月、弾き語りでの活動の辛さの余り、練習中にVo.ふーちゃんが「私は、ゆずになりたいんじゃない・・・バンドがやりたい・・・」と泣き出し、バンドメンバーを探し始める。
- 9月、Ba.長屋伸、Dr.渡辺和己をサポートに迎え、「SUNDAYS」結成。
- 10月、池袋マンホールにて初ライブを行う。

2008年
- 3月、初の音源制作、ジャケット撮影に取り掛かる。
- 4月、1stデモCD「SUNDAYS」をライブ会場にて発売する。
- 6月、都内を中心にライブ活動を行う。
- 7月、Dr.渡辺和己が正式加入。
- 8月、2ndデモ音源制作開始。サポートBa.長屋脱退。サポートBa.清水健史 (ex.Kurara Mischievous) 加入。
- 9月、サポートBa.清水健史脱退。サポートBa.aki加入。
- 10月、2nd Demo「Distortional pop」を発売。

2009年
- 2月、ふーちゃん、声帯ポリープの手術をする。以降、2か月間作曲に専念。
- 4月、サポートBa.aki脱退。正式ベーシストとして三上雅行 (ex.Boogie Junction) を迎え、結成以来やっとメンバーが全員揃う。

2010年
- 1月、SUNDAYS初ワンマンライブを新宿Marbleで行う。動員150名の大成功に収める。

2011年
- 11月、下北沢CLUB Queでイベント開催。総動員200名を超える成功に収める。

2012年
- 3月、81.3FM J-WAVE「HELLO NEW WORLD」内のオーディションコーナーにて「Bigになりたい」が優秀作品に選ばれ放送される。審査員のヒャダイン（前山田健一）から「アドバイスする事はない。このままで居て欲しい」との高評価を受ける。

2013年
- 1月、デビュー・ミニアルバム「終わらない旅」をタワーレコード限定でリリース。テレビ東京系列ロック兄弟内『BUZZ BROS』にて1か月の密着取材を受ける。
- 3月、フジテレビNEXTFACTORYに出演。
- 9月、「アッと言わせたい」が、実写ドラマ『熱血硬派くにおくん』のエンディングテーマに使用されることが決定。

2014年
- 1月、メジャーデビューの決定に併せてミニアルバムの発売が発表された。22日より「バンドマンの友達が言うには」が先行配信されることとなった。

2017年
- 1月8日、ワンマンライブをもって解散。

## ディスコグラフィー

### ミニアルバム
|     | 発売日        | タイトル           | 規格品番                                  | 収録曲 |
| --- | ------------- | ------------------ | ----------------------------------------- | --- |
| 1st | 2013年1月16日 | 終わらない旅       | UXCL-52                                   | 1. SHAKE SHAKE 2. Bigになりたい 3. 終わらない旅 4. 始まったばかりの2人 5. 君が教えてくれた 6. SUNDAY |
| 2nd | 2014年5月7日  | 普通の人間         | DFCL-2057:初回生産限定盤 DFCL-2059:通常盤 | 1. アッと言わせたい 2. 宮田誠のブルース 3. あたしは人間 4. まるいとんがり 5. 秘めてる 6. ドジ 7. バンドマンの友達が言うには 初回生産限定盤DVD 1. バンドマンの友達が言うには (MV) 2. Bigになりたい (MV) 全曲作詞作曲:宮田誠/編曲:SUNDAYS(全曲),浅田信一(#1,#2,#3,#5,#6) |
| 3rd | 2016年6月1日  | 私を動かしてるもの | DDCZ-2089                                 | 1. ずるいよ! 2. レインブーツ 3. 地下鉄に住みたいの 4. 抱きしめれば宇宙 5. GIRL’S SECRET |

## ミュージックビデオ
| 監督       | 曲名                           |
| 最後の手段 | 「まるいとんがり」             |
| 浜井場寛也 | 「バンドマンの友達が言うには」 |
| 吉野大介   | 「Bigになりたい」              |

## 主なライブ
- 2009年12月05日 - MARZ・Marble・Motion3会場1000人フェス Marble KENSUKE presents「ロックの向こう側FES 09」
- 2012年01月27日 - 人間に伝わる音楽～音のMarbleドアの向こう側～
- 2012年10月01日 - 今日のできごとpresents「matsuri-vayashi」
- 2012年10月18日 - Jumping Buffalo's Night 20121018
- 2012年11月28日 - 湧出!桃源郷音泉 -MINAMI WHEEL EDITION-
- 2013年02月09日 - FACTORY LIVE 0209
- 2013年05月01日 - ロックの向こう側2013 SP#1～新宿Marble 9th ANNIVERSARY初日～
- 2013年06月09日 - OTODAMA'13 ～ヤングライオン編～
- 2013年06月22日 - やついいちろう主催 YATSUI FESTIVAL! 2013
- 2013年08月07日 - RUSH☆LIFE13 ～桃源郷で踊るOTODAMA～
- 2013年10月05日 - MEGA☆ROCKS 2013
- 2013年10月13日 - MINAMI WHEEL 2013
- 2013年12月21日 - THE BOOGIE JACK×CRAZY興業pre.『ROLLING JET SANTA!!2013』
- 2014年02月02日 - Star Signs Vol.2 ー "Amethyst Sun"
- 2014年05月15日 - ピエール中野 47都道府県ドラムを叩いてまわるツアー2014
- 2014年05月23日 - CBA×GARDEN presents JUNK ROYALE vol.7
- 2014年06月08日 - SAKAE SP-RING 2014
- 2014年06月30日 - 新宿Marble presents「新宿マーブルチョコレイト vol.10」～Marble 10th ANNIVERSARY FINAL～
- 2014年07月04日 - 梅田シャングリラ 9周年～前月祭～
- 2014年07月12日 - LIVE STORAGE
- 2014年07月17日 - CBA×GARDEN presents JUNK ROYALE vol.8
- 2014年08月30日 - SOUND MARINA '14
- 2014年09月05日・06日・07日 - SABOTEN 傑作集を選んだ1億3千万人に挨拶TOUR
- 2014年09月12日・13日・15日 - 片山ブレイカーズ&ザ★ロケンローパーティ「KEDA-MONO/MONO-NOKE」ツアー
- 2014年10月13日 - MINAMI WHEEL 2014
- 2014年10月17日 - 響姫祭2014東京
- 2014年11月14日 - kurune2014
- 2015年04月30日 - COMIN'KOBE15後夜祭
- 2015年06月07日 - SAKAE SP-RING 2015
- 2015年06月18日 - ヘブンズロック VJ-3 series ～ pop-up storybook vol.5
- 2015年07月25日 - Stylish ANGEL'S Rebellion ～柏祭りSPECIAL～
- 2015年08月28日 - JET ROCK'N'ROLL COASTER 2015 夏祭り 後編
- 2015年09月26日 - ロッケンロー★サミット2015～道玄坂電撃作戦～
- 2015年10月10日 - GROWTHick CIRCUIT'15
- 2015年10月11日 - MINAMI WHEEL 2015
- 2015年10月28日 - LETTERS vol.63
- 2015年10月30日 - HEAVEN'S ROCK VJ-1 PRESENTS
- 2015年11月14日 - club FLEEZ presents 『JET!!!』
- 2015年11月16日 - 新宿LOFT×THE TOKYO 2015年ぶっ通し企画「LET'S GO LOFT!オレたちしんじゅく族」11月編
- 2015年11月29日 - SABOTEN "MASTER PEACE TOUR 2015-2016"
- 2015年12月18日 - BARBARS presents「RUBBERGIRL Vol.5」
- 2016年03月12日 - TENJIN ONTAQ 2016
- 2016年03月20日 - MbS×I ♡ RADIO 786「SANUKI ROCK COLOSSEUM」 ～BUSTA CUP 7th round～
- 2016年06月03日 - THEラブ人間×石崎ひゅーいリリースツアー「メケメケの花」
- 2016年06月08日 - Beat Happening!「sugar'N'spice×SUNDAYS～Wレコ発Happening!～」
- 2016年06月29日 - KURU!!